# Сила цветов
Си́ла цвето́в (англ. Flower Power) — лозунг, использовавшийся в конце 1960 — начале 1970 гг. сторонниками ненасильственного сопротивления, протестующими против войны во Вьетнаме. Выражение было придумано американским поэтом бит-поколения Алленом Гинзбергом в 1965 году. Потом эту символику у битников переняли хиппи, которые одевались в яркую одежду с вышитыми цветами, вплетали цветы в волосы и раздавали их людям, за что получили прозвище «дети цветов» (англ. flower children). Затем это словосочетание стали относить не только к битникам и хиппи, но и ко всей контркультуре, включающей употребление наркотиков, психоделическую музыку, психоделическое искусство и социальную вседозволенность.

## Происхождение
Лозунг «Сила цветов» впервые появился в Беркли (Калифорния) на протестах против войны во Вьетнаме. В 1965 году Аллен Гинзберг опубликовал статью «Как провести митинг-спектакль» (англ. How to Make a March/Spectacle), где призвал протестующих взять с собой побольше цветов, чтобы раздавать их полицейским, журналистам, политикам и другим людям. Использование цветов, игрушек, флажков, конфет и музыки позволяло придать антивоенной демонстрации форму спектакля уличного театра и снизить уровень страха, гнева и угроз, обычно присущих протестным выступлениям. В частности, Гинзберг предлагал противопоставить «силу цветов» устрашающему «призраку» «Ангелов ада» — группировки мотоциклистов, которые поддерживали действия армии США во Вьетнаме, приравнивали всех протестующих против них к коммунистам и угрожали с применением насилия сорвать планируемые антивоенные демонстрации в Калифорнийском университете в Беркли. Методика Гинзберга позволила привлечь положительное внимание к протестам, а «сила цветов» стала одним из узнаваемых символов контркультурного движения.

## Использование
В конце 1966 года метод «Силы цветов», использовавшийся в выступлениях «партизанского театра», распространился из Калифорнии в другие части США. Нью-йоркский «Театр хлеба и кукол» (англ. Bread and Puppet Theater) провёл множество акций протеста с раздачей цветов, воздушных шаров и антивоенной литературы. Использование тех же способов выражения протеста поддерживал и журнал Workshop in Nonviolence (WIN), издававшийся нью-йоркскими активистами. В мае 1967 года Эбби Хоффман собрал «Цветочную бригаду» (англ. Flower Brigade), которая официально участвовала в нью-йоркском параде в честь участников войны во Вьетнаме. «Цветочная бригада», нёсшая цветы, флаги и розовые плакаты с надписями «LOVE», подвергалась нападениям других участников этого парада, избиениям; эти события попали в новости и стали широко известны.
В следующее воскресенье того же мая 1967-го активисты WIN провели ещё один митинг в Центральном парке Нью-Йорка, уже отдельно от официального парада, и объявили День вооружённых сил «Днём силы цветов» (Flower Power Day). Но на этот митинг пришло мало людей, и по словам Хоффмана, он оказался неэффективным, а «партизанскому театру» следовало быть более конфронтационным.
В октябре 1967 года был устроен поход на Пентагон, ещё один антивоенный митинг-спектакль. Им путь преградили более 2500 солдат армии и Национальной гвардии. Демонстранты просто стояли, держа цветы, а некоторые вставляли эти цветы в стволы солдатских винтовок.
Фотографии цветочных антивоенных маршей у Пентагона стали образцом для подражания для других протестующих 1960-х годов. Большую известность получила фотография, сделанная французским фотожурналистом Марком Рибу. На ней запечатлёна семнадцатилетняя Ян Роуз Кашмир (Jan Rose Kasmir) с цветком маргаритки в руке перед строем солдат, один из которых направил на девушку штык-нож. Журнал Smithsonian назвал такое «прозрачным соседством вооружённой силы и невинности ребёнка цветов». Другая известная фотография, сделанная 21 октября 1967 года Берни Бостоном (англ. Bernie Boston) из Washington Star, называется «Сила цветов»; она выдвигалась на Пулитцеровскую премию 1967 года. На фотографии изображён молодой длинноволосый мужчина в водолазке, который вставляет гвоздики в направленные на него винтовки военных полицейских. Кто этот человек, достоверно не известно; на фотографии в газете его имя не указано. Чаще всего высказывается версия, что это Эджерли Харрис III (Edgerly Harris III), восемнадцатилетний актёр из Нью-Йорка, который позднее выступал в Сан-Франциско под сценическим псевдонимом Гибискус (англ. Hibiscus). Согласно другой версии, это был Пол Красснер (англ. Paul Krassner), основатель движения йиппи; согласно третьей — Джоэл Торнабен (Joel Tornabene).

## Культурное наследие
Знаковым местом для движения «Сила цветов» стал район Хейт Эшбери в городе Сан-Франциско штата Калифорния. Там, недалеко от перекрёстка улиц Хейта и Эшбери, в середине 1960-х годов, часто собирались любители психоделической рок-музыки, неподалёку жили музыканты-исполнители, в том числе самые известные: певица Дженис Джоплин, группы Jefferson Airplane и Grateful Dead. Во время «Лета любви» в 1967 году тысячи хиппи собирались в том районе, популяризовав такие хитовые песни, как «San Francisco (Be Sure to Wear Flowers in Your Hair)». 7 июля 1967 года журнал Time издал статью «Хиппи: философия субкультуры», а в августе телеканал CBS News снял репортаж «Искушение хиппи». Всё это привлекло внимание и других ведущих СМИ, движение «Сила цветов» стало широко известным в США и других странах. В это же лето вышел в свет сингл The Beatles «All You Need Is Love», ставший неформальным гимном хиппи и «Силы цветов»
. 25 июня 1967 года эта песня прозвучала в эфире международного спутникового телевидения в программе «Наш мир», аудитория которой оценивается в 400 млн. человек.
Авангардное искусство Милтона Глейзера, Хайнца Эдельмана (нем. Heinz Edelmann) и Питера Макса стало синонимом поколения «Силы цветов». Наиболее известным художественным произведением с иллюстрациями Эдельмана стал вышедший в 1968 году анимационный фильм «Желтая подводная лодка». Другим известным деятелем свободного психоделического искусства стал основатель Push Pin Studios Милтон Глейзер; из его наиболее известных работ можно назвать плакат с изображением Боба Дилана с пейсли в волосах (1966 год). Также получили известность постеры художника поп-музыки Питера Макса, выполненные с использованием флюоресцентных красок Day-Glo; они также стали символами движения «Сила цветов», приобретя популярность после того, как в журнале Life в сентябре 1969 года вышла передовица про Питера Макса, а он сам выступил в «Вечернем шоу Джонни Карсона» и в «Шоу Эда Салливана». После этого художественный стиль «Силы цветов» стал проникать в массовую культуру.
Движение «Силы цветов» пародийно отражено в одном из эпизодов мультипликационного телесериала «Симпсоны» — «D’oh-in in the Wind» (1998 год): цветок, который Гомер Симпсон вставил в дуло полицейской винтовки, прилетает ему же в лоб и пускает там корни.